# Alto Feliz
Alto Feliz, amtlich portugiesisch Município de Alto Feliz, deutsch Obern Feliz, ist eine im brasilianischen Bundesstaat Rio Grande de Sul gelegene Gemeinde und ist Teil der Region Vale do Caí in der Serra Gaúcha. Sie wurde 1992 unabhängig von der Gemeinde Feliz. Die Bevölkerungszahl wurde zum 1. Jul 2021 auf 3043 Einwohner geschätzt, die Alto-Felizenser genannt werden und auf einer Gemeindefläche von rund 78,8 km² leben.

## Geschichte

### Bis 1900
Die ersten Einwohner waren rund 50 deutsche Einwandererfamilien, die um 1846 begannen, am Batatenberg (Kartoffelberg) oder Morro das Batatas zu siedeln. Sie lebten, dank der sehr fruchtbaren Böden und dem geeigneten Klima, größtenteils von der Landwirtschaft. 1875 kamen erste Einwanderer aus Italien, die die Entwicklung von Alto Feliz weiter vorantrieben. 1900 wurde die Landstraße Estrada Júlio de Castilhos gebaut, die in nördlicher Richtung den Ortskern mit der Siedlung São Pedro de Feliz verband.

## Geographie

### Lage
Alto Feliz liegt 100 km nördlich von Porto Alegre, der Hauptstadt des Bundesstaates. Umliegende Gemeinden sind Feliz, Vale Real, São Vendelino, Bom Princípio, Carlos Barbosa und Farroupilha.

### Klima
Die Gemeinde liegt im subtropischen Bereich mit Durchschnittstemperaturen von 25 bis 30 °C im Sommer und 5 bis 12 °C im Winter.

### Vegetation
Das Biom ist Mata Atlântica.

## Kommunalpolitik
Der Stadtpräfekt (Bürgermeister) ist seit 2021 Robes Schneider.

### Gemeindegliederung
Die Gemeinde besteht aus einem Gesamtdistrikt. Noch 2010 betrug die urban bebaute Fläche des Gemeindesitzes nur rund 0,4 km². Benannte Siedlungen auf dem Gemeindegebiet sind Arroio Jaguar, Morro das Batatas, Morro Gaúcho, São Pedro, Sete Colônias, Morro Belo, Santo Antônio Alto, Santo Antônio Baixo, Nova Alemanha (Neues Deutschland), Canto Schütz, Arroio Feliz, Arroio Alegre, Vale do Mel (Honigtal), Encosta da Palmeira und Morro Capim.

## Söhne und Töchter der Gemeinde
- Jacinto Bergmann (* 1951), Geistlicher und römisch-katholischer Erzbischof von Pelotas